# Rock and Roller CD2 – Stúdiófelvételek (Kovács Kati-album)
A Rock and Roller – Stúdiófelvételek c. lemez Kovács Kati negyvenkettedik albuma.
A BFTK Nonprofit Kft. gondozásában megjelent dupla album, amelynek második CD-n az énekesnő eddig lemezen nem jelent meg rádiófelvételei találhatóak. A felvételek 1967 és 1997 között készültek.  (A CD-t eddig koncertek helyszínein lehet megvásárolni.)

## Dalok
- Álmodozom a világról (Schöck Ottó - S. Nagy István)
- Rosszul sikerült ami szerelmünk (Bogyai I. - ifj. Kalmár T.)
- Neked se jó (Fényes Szabolcs - Bacsó Péter)
- Gyerekszemmel (E. Ster - Tardos Péter)
- Miért jársz egyedül (Gyöngy Pál - Rudnai G.)
- Művészparcella (Victor Máté - Várnai Zseni.)
- Egy nyári nap (Schöck O. - S. Nagy I.)
- Remélem azt (Blum József - Szenes I.)
- Ne is gondolj rám (Gyulai Gaál János - S. Nagy I.)
- Élek, ahogy a többiek (Koncz Tibor - Szenes I.)
- Ma rád gondolok (Gabaja - Bradányi Iván)
- Van ilyen (Bágya András - Szenes I.)
- Még el sem indult (Victor M. - Szenes I.)
- Néha még álmodozom (Koncz T. - Vándor Kálmán)
- Nem elég (Bágya A. - Bradányi Iván - Kovács Kati)
- Helló, Doki (Vukán György - Bacsó P.)